# NGC 2227
NGC 2227 (другие обозначения — ESO 556-23, MCG −4-16-4, IRAS06238-2158, PGC 19030) — спиральная галактика с перемычкой (SBc) в созвездии Большой Пёс.
Этот объект входит в число перечисленных в оригинальной редакции «Нового общего каталога».
В галактике вспыхнула сверхновая SN 1986O типа Ia. Её пиковая видимая звёздная величина составила 14.